# Abschlach!
Abschlach! ist eine Rockband aus Hamburg, die in ihrer Musik hauptsächlich ihre Heimatstadt Hamburg sowie den dort beheimateten Fußballverein Hamburger SV thematisiert. „Abschlach!“ bezieht sich zum einen auf den Abschlag beim Fußball, zum anderen auf den Abschlag (Shake-Hands) mit den Fans.

## Geschichte
1994 wurde Abschlach von Gitarrist, Komponist und Texter Henning Trolsen und Schlagzeuger Michael Wendt, der auch bei der Hardcore-Band Vindicator spielte, gegründet. In Hamburg-Bramfeld stand ein Übungsraum zur Verfügung. Bald stieß Joachim Eybe als Sänger hinzu. Nach ein paar gemeinsamen Liedern trennte man sich wieder, zu viele berufliche und private Verpflichtungen standen einer regelmäßigen Arbeit mit der Band entgegen. Eine Demo-Kassette mit zwei gemeinsamen Titeln (1000 Meilen und Hamburg Loyal Supporters) erschien und kursierte in Hamburger-SV-Fankreisen. Als schließlich im Frühsommer 2003 der Supporters Club des Hamburger SV sein zehnjähriges Bestehen auf der Cap San Diego feierte, trat die Gruppe wieder auf. Gemeinsam mit den Hamburger Jungz und dem Hamburger Künstler Lotto King Karl gestaltete Abschlach! den Abend mit. Zur Stammbesetzung (Trolsen, Wendt) gesellten sich zu diesem Zweck Tom Einecke (Vindicator) am Bass und der gemeinsame Schulfreund Boris Krohn aus Hamburg-Harburg an der Leadgitarre dazu.
Neben dem Texten und Komponieren übernahm Trolsen fortan auch den Gesang. In dieser Besetzung entstand im Juli und August 2003 das erste von Nino Davids (Razzia, Der Dicke Polizist) produzierte Album ’Ne einfache Band auf Michael Wendts Label WMP. Mitte 2004 stieß als fünftes Bandmitglied der Trompeter Jan-Michel Deutsch dazu. Abschlach!s musikalischer Horizont wurde dadurch um mehr Melodien und Ska- bzw. Reggae-Einflüsse erweitert. In dieser Besetzung folgten einige Liveshows, unter anderem mit Bands wie Pöbel & Gesocks, den Hamburger Jungz und Illo. Im Februar 2005 erschien das zweite Album Runter ans Ufer, ebenfalls auf WMP/New Music. Die Produktion im Buildingsite-Studio wurde von Axel Dill (Ex-Abwärts) übernommen. Zusätzlich wurde ein Video-Clip des Songs Mein Hamburg lieb ich sehr von Tom Wendt (Erste Liebe Film GmbH) produziert und als Bonus in das neue Album integriert. Im Juni 2006 veränderten Abschlach! ihre Besetzung. Der bisherige Schlagzeuger Wendt wechselte zum Gesang und wurde dabei von Trompeter Muchel unterstützt. Neuer Schlagzeuger wurde Jan. Im März 2008 erschien das dritte Album Freunde auf dem Markt, produziert von Olman Viper (Nullzwei-Studios) und Arn Schlürmann (Little-Bear-Studio).
Im Jahr 2009 verließ Henning Trolsen die Band. Als neuer Gitarrist stieß Tobias Heilmann (ebenfalls Gitarrist bei Vindicator) zur Band. Das vierte Album Du wirst uns siegen seh’n! erschien im Januar 2012 und stieg von 0 auf 6 in die Top-20-Newcomercharts von Media Control ein. Nach dem Ausstieg des Drummers Jan wurde dieses Album bereits mit dem neuen Drummer Sven (Hamburger Jungz) eingespielt. Im selben Jahr erfolgte im Frühjahr die erste eigene Headlinertour durch ganz Deutschland.
2013 feierte die Band ihr 10-jähriges Bühnenjubiläum gemeinsam mit den Hamburger Jungz und Elvis-HSV in der Markthalle Hamburg. Dieses Konzert wurde mit acht Kameras festgehalten und erschien 2014 unter dem Titel 10 Jahre live in Hamburg auf DVD. Kurz zuvor spielten Abschlach! einige Supportshows für die Deutschrockband Veritas Maximus in Hamburg und Hannover.
Nach gut einem Jahr erschien Ende 2015 das in den Nullzweistudios Hamburg produzierte, fünfte Album Meist kommts anders und schaffte erstmals in der Bandgeschichte den Sprung in die deutschen Top-100-Albumcharts (Platz 99). Als erste Single-Auskopplung zu diesem Album erschien kurz zuvor der Song Niemandsland. Im Video zum Song spielen unter anderem Steffen Henssler und zwei Schauspieler der norddeutschen Comedy-Erfolgsserie Krude TV.
Seit 2015 wird kurz vor Anpfiff jedes HSV-Heimspiels im Volksparkstadion das Abschlach!-Lied Mein Hamburg lieb ich sehr gespielt, ebenso seit 2021 Wir sind der HSV und während des Mannschafteneinlaufs eine Abschlach!-Coverversion von HSV Forever.
Dominic Burzlaff, der Bassist der Band, spielte bis 1992 bei der Hamburger Rechtsrock-Band Commando Pernod und in der Böhse-Onkelz-Coverband Enkelz.

## Stil
Abschlach! spielt Punkrock mit englischen Einflüssen und deutschen Texten. Mit dem zweiten Album traten neben Ska- und Reggae-Einflüsse auch Metal-Riffs hinzu.
Hauptsächlich behandelt Abschlach! Themen wie Fußball und alles, was dazugehört, doch auch gesellschaftskritische Texte oder Lieder über ihre Heimatstadt Hamburg gehören mit zum Programm. Politische Themen greifen sie nur selten auf. Im Lied Abgelehnt vom Album Freunde beziehen sie Stellung gegen jegliche Art des Extremismus, ohne sich selbst in eine Richtung zu positionieren.

## Diskografie

### Alben
- Ne’ einfache Band (2003, WMP/NMD)
- Runter ans Ufer (2005, WMP NMD)
- Freunde (2008, WMP/NMD)
- Du wirst uns siegen seh’n! (2012, WMP/NMD)
- Meist kommt’s anders (2015, WMP/Soulfood)
- Geile Zeit (2018, WMP/Soulfood)
- HSV! (2019, WMP/Soulfood)

### Singles
- Mein Hamburg lieb ich sehr (2003; WMP/NMD)
- HSV Vereinshymne (2008; WMP/NMD, vom 1887-Shop, limitierte Auflage)
- Getrennt in den Farben (2013; WMP/Membran)
- Mein Hamburg lieb ich sehr (2016, WMP/Soulfood)
- HSV forever (2017 WMP/Soulfood)
- Oldschool HSV (2018 WMP/Believe)

### Kompilationsbeiträge
- Kategorie A, B & C – Die Fußball-Rocker (2004), Sampler, unter anderem mit Emscherkurve 77

### Videoalben
- Hinter euren Zäunen (2005 Fan Projekt HH), Live-DVD aus dem Thalia-Theater HH mit zwei Abschlach!-Songs
- 10 Jahre Abschlach! live in Hamburg (2014 WMP/Membran), 2,5 Std. Live-Konzert in der Markthalle Hamburg (u. a. mit Steffen Henssler, Elvis-HSV uva.)